# Basse-Goulaine

Localització de Basse-Goulaine

Basse-Goulaine (en bretó Goueled-Goulen) és un municipi francès, situat a la regió de país del Loira, al departament de Loira Atlàntic, que històricament ha format part de la Bretanya. L'any 2006 tenia 7.883 habitants. Limita amb els municipis de Nantes, Sainte-Luce-sur-Loire, Saint-Julien-de-Concelles, Haute-Goulaine, Vertou i Saint-Sébastien-sur-Loire.

## Demografia
| Evolució de la població Ehess i INSEE |      |       |       |       |      |       |       |       |
| 1793                                  | 1800 | 1806  | 1821  | 1831  | 1836 | 1841  | 1846  | 1851  |
| 1 153                                 | 776  | 1 006 | 1 180 | 1 218 | -    | 1 168 | 1 220 | 1 227 |

| 1856  | 1861  | 1866  | 1872  | 1876  | 1881  | 1886  | 1891  | 1896  |
| ----- | ----- | ----- | ----- | ----- | ----- | ----- | ----- | ----- |
| 1 294 | 1 287 | 1 255 | 1 187 | 1 226 | 1 182 | 1 189 | 1 234 | 1 259 |

| 1901  | 1906  | 1911  | 1921  | 1926  | 1931  | 1936  | 1946  | 1954  |
| ----- | ----- | ----- | ----- | ----- | ----- | ----- | ----- | ----- |
| 1 250 | 1 264 | 1 170 | 1 105 | 1 176 | 1 103 | 1 185 | 1 333 | 1 539 |

| 1962  | 1968  | 1975  | 1982  | 1990  | 1999  | 2006 | 2011 | 2016 |
| ----- | ----- | ----- | ----- | ----- | ----- | ---- | ---- | ---- |
| 1 853 | 2 160 | 3 036 | 4 099 | 5 910 | 7 499 | -    | -    | -    |

| 2019 | - | - | - | - | - | - | - | - |
| ---- | - | - | - | - | - | - | - | - |
| -    | - | - | - | - | - | - | - | - |

## Administració
| Període   | Identitat      | Partit           |
| --------- | -------------- | ---------------- |
| 1983-2007 | Serge Poignant | RPR, després UMP |
| 2007-     | Alain Vey      | Divers droite    |

## Agermanaments
- Tholey (Saarland)